# 오스틴 크로니클
오스틴 크로니클(영어: The Austin Chronicle)은 매주 목요일마다 미국 텍사스주의 오스틴에서 발행되는 주간 신문이다. 무료 신문 가판대를 통해 배포되고 있으며, 지역 식당 혹은 커피숍을 이용하는 사람들을 대상으로 하고 있다. 주간 독자의 수는 54만 5500명으로 집계되었다. 대안 뉴스미디어 협회의 이루언으로 1960년대 반문화 운동의 전형적인 출판물을 모방한 것이다.

## 역사

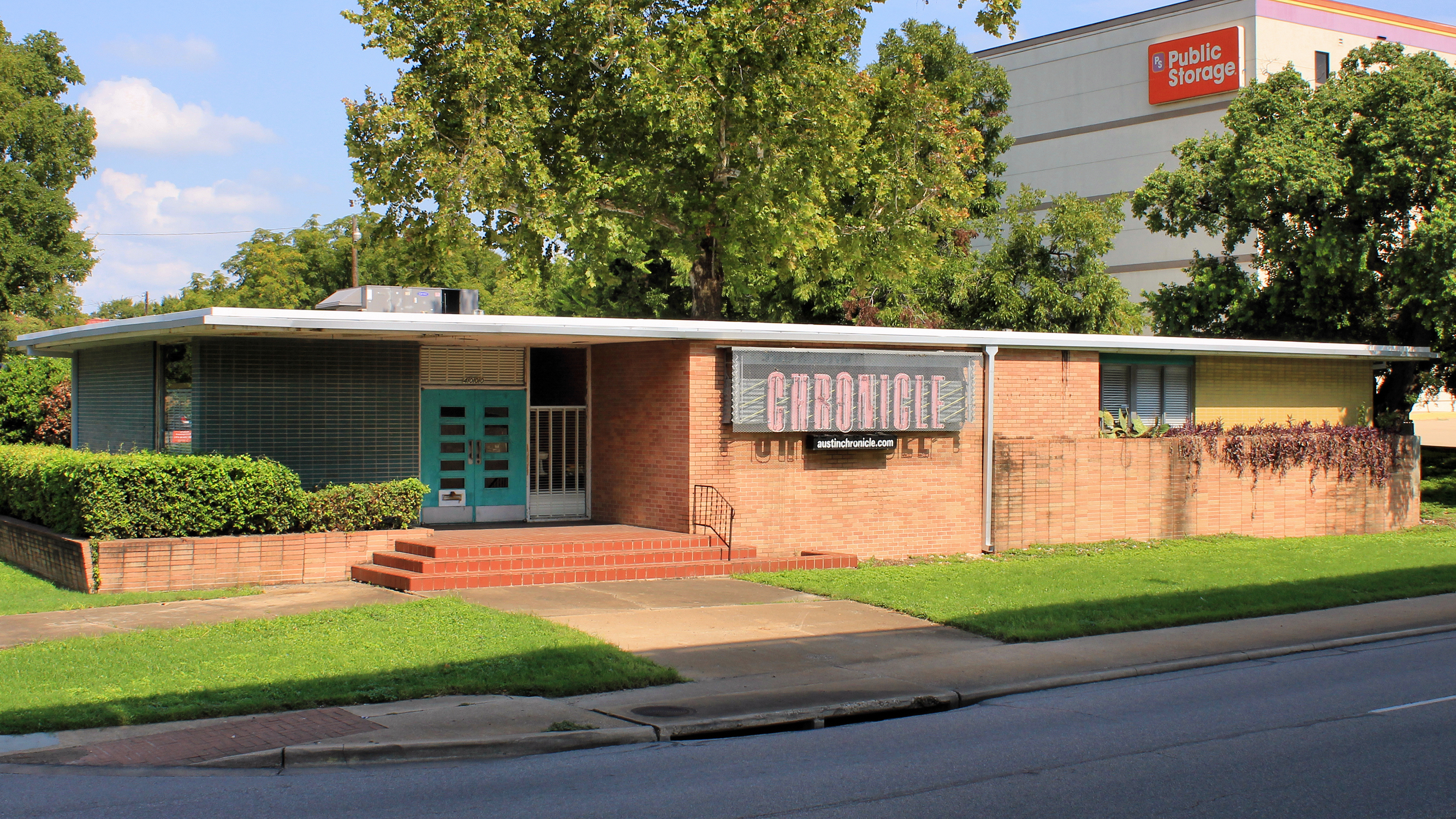
오스틴 크로니클의 본사

오스틴 크로니클은 1981년 닉 바버로와 루이스 블랙이 텍사스 대학교 오스틴의 대하구언 영화 연구 프로그램을 통해 만난 다른 이들의 도움을 받아 공동 창간하였다. 바버로와 블랙은 사우스 바이 사우스웨스트 축제의 공동 창립자이지만, 별도의 회사로 운영되고 있다. 처음에는 격주로 발행하다가 나중이 되어서는 매주 발간되기 시작하였다.
스타일이나 포맷은 격주로 발행되던 오스틴 선을 본받았다. 오스틴선은 발행 4년 만인 1978년 발행을 중단한 오스틴의 신문이었으며, 오스틴 크로니클은 1981년 9월 4일에 처음으로 발행됐다.
크로니클은 오스틴의 음식, 영화, 연극, 예술 및 음악 커뮤니티와 지역 및 주와 관련된 뉴스를 다룬다.

### 자료
- Tennant, J. Ian (2014년 11월 3일). “Free Newspapers in the United States: Alive and Kicking”. 《International Journal on Media Management》 16 (3–4): 105–121. doi:10.1080/14241277.2014.974244. hdl:2152/23140.